# Villarsel-le-Gibloux
Pour les articles homonymes, voir Villarsel (homonymie) et Gibloux.
Villarsel-le-Gibloux (Velèji-le-Dzubyà  en patois fribourgeois) est une localité et une ancienne commune suisse du canton de Fribourg, située dans le district de la Sarine.

## Histoire

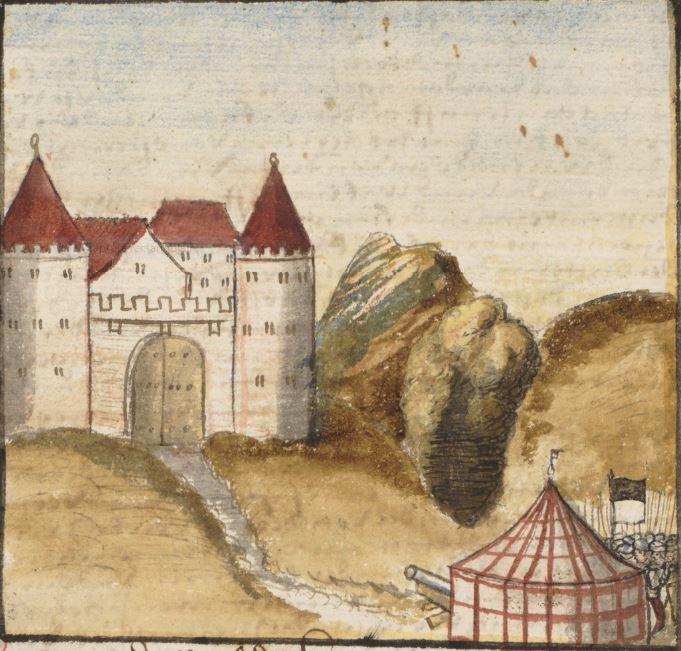
Le château de Villarsel

On a découvert à Villarsel des sépultures datant de l’époque post romaine. On peut les attribuer soit aux Burgondes, soit aux habitants gallo-romains.
Une partie du versant nord du Gibloux était sous la domination de la seigneurie de Pont, une autre, sous la suzeraineté de l’évêque de Lausanne.
La petite seigneurie de Villarsel-le-Gibloux a primitivement appartenu à une famille qui en portait le nom. Ainsi, en avril 1286, Otto, fils de feu seigneur Wibertus, chevalier de Villarsel subtus Jublour, vend en franc alleu à donzel Aymo, coseigneur de Pont, tous ses droits sur la forêt de Wauzmeret située entre Vuisternens-en-Ogoz et Grenilles.
Villarsel parvient par mariage aux sires de Corbières, puis aux seigneurs d'Oron (1346). En 1375, Aymon d'Oron légue cette place forte à son neveu Rodolphe de Langin. La fille de celui-ci, Isabelle, l’apporte à son mari, Amédée de Challant, bailli du Chablais. La famille de Challant, vassale de la Savoie, la conserve jusqu’à  la fin du XVIe siècle. Les armoiries de la commune sont une variante du blason de cette puissante famille originaire du val d’Aoste.
Vers la fin de l’année 1447, l'histoire de Villarsel est agitée. Le 17 décembre, Fribourg  déclare la guerre au duc de Savoie, Louis 1er, lié à la famille de Challant. Le 21 décembre, 600 à 700 hommes quittent la ville de Fribourg et font mouvement vers le Gibloux pour saisir du bétail et du fourrage. Ils s’emparent du Château de Villarsel-le-Gibloux, le pillent et y mettent le feu. Le châtelain est capturé, ainsi que ses hommes, tandis qu'on délivre 36 prisonniers. La troupe de pillards rentre à Fribourg quelques jours plus tard, chargée de butin. Puis les Fribourgeois attaquent château de Montagny, sans arriver cependant à faire capituler la garnison. Ils y incendièrent l’église et le bourg, et le feu est mis aussi à de nombreux villages sujets de la Savoie : Ponthaux, Chandon, Villarimboud, Torny, Noréaz, Seedorf.
Battus dans la vallée du Gottéron (plus de 300 morts dans une escarmouche), les Fribourgeois acceptent une paix humiliante le 16 juillet 1448. La ville doit payer au duc de Savoie une somme de 40 000 florins d’or, plus 4 000 autres destinés à la reconstruction du bourg de Montagny et du château de Villarsel. Pour ce dernier, il n’est prévu qu'un dédommagement de 900 florins, ce qui signifie que Villarsel était bien moins important que Montagny.
François de Challant vend son château en 1579 au noble Christophe de Reyff. Villarsel devient fribourgeois en 1584 échappant ainsi aux revendications bernoises.
Jusqu’en 1798, Villarsel fait partie du bailliage de Pont - Farvagny, de 1798 (date de l’entrée des troupes françaises en Suisse) à 1803 de l’arrondissement de Romont, de 1803 à 1848 du district de Farvagny, puis dès 1848 de celui de la Sarine.
Le 29 mars 1879, le Conseil d’État approuve le règlement élaboré par l’Exécutif local pour le partage des terres communales.
Le 24 juin 1892, le moulin d’Alphonse Théraulaz situé entre Villarsel et Estavayer-le-Gibloux est détruit dans un incendie. Il ne sera pas reconstruit.
Au début du siècle, l’assemblée communale décide de la construction du café du Chasseur (1901).
En 1972, le FC Estavayer-le-Gibloux s’installe à Villarsel où il construit ses installations sportives (terrain, éclairage, vestiaires, buvette) inaugurées en 1994.
Le 1er janvier 2003, Villarsel-le-Gibloux fusionne avec ses voisines d'Estavayer-le-Gibloux, Rueyres-Saint-Laurent et Villarlod pour former la commune de Le Glèbe. Celle-ci va à son tour fusionner le 1er janvier 2016 avec Corpataux-Magnedens, Farvagny, Rossens et Vuisternens-en-Ogoz pour former la nouvelle commune de Gibloux.

## Géographie
Villarsel-le-Gibloux, village d'environ 200 habitants, est adossé sur le flanc nord du Gibloux  à environ 5 km au sud de Cottens. Altitude moyenne: 750 mètres.

## Toponymie
Anciennes mentions : (la) Villarsel subtus Giblour (1278). Villare Salleti en 1403; «Villarsel» en 1854.
Il ne faut pas confondre différents « Villarsel ». Il y a Villarsel-sur-Marly qui était un domaine de la Commanderie de Saint-Jean à Fribourg, et Villarzel, village situé dans le canton de Vaud.
Le nom de Villarsel est un dérivé d'un nom commun roman villare, qui signifie groupe d'habitations, avec un suffixe diminutif, -icellu. Le tout représente un « petit domaine », « petit hameau ». Dès la première mention en 1278, ce village est appelé Villarsel sous Gibloux pour le distinguer d'autres agglomérations du même nom. Le nom du Mont Gibloux, tout proche, dériverait, quant à lui, à l'aboutissement roman d'un toponyme latin  (la) monte diabolorum, « la montagne des diables ». La forme Giblour afficherait encore la trace du r étymologique. L'explication paraît cependant peu sûre.

## Héraldique
D'argent au chef de gueules à la bande de sable entourée d'une bague d'or brochant sur le tout
Ces armoiries étaient celles des anciens seigneurs de Challant. Elles n'ont plus cours depuis les fusions de communes.

## Évolution démographique
| années | résidents |
| ------ | --------- |
| 1850   | 156       |
| 1870   | 162       |
| 1880   | 196       |
| 1888   | 213       |
| 1900   | 221       |
| 1910   | 204       |
| 1920   | 189       |
| 1930   | 180       |
| 1941   | 189       |
| 1950   | 186       |
| 1960   | 153       |
| 1970,  | 131       |
| 1980   | 159       |
| 2000   | 244       |